# 太杵
太杵（转写：Taicu，?—?），明朝女真人。
他是叶赫部首领祝孔革的儿子。两个儿子清佳砮、杨吉砮是叶赫国主。道光年间编撰的《叶赫那兰氏八旗族谱》称清佳砮、杨吉砮是他的侄子，即其弟台坦住的儿子:129—130。除家庭关系外，太杵生平无详细记载。嘉靖三十七年（1558年）五月庚申，海西夷都督王台等执紫河堡盗边夷酋台出等及所掠，献给明廷。有学者认为“盗边夷酋台出”即是太杵:101。